# Třetí vláda Jorgose Papandrea
Třetí vláda Jorgose Papandrea byla vládou Řecka v období od 17. června do 11. listopadu 2011. Tvořili ji zástupci Panhelénského socialistického hnutí (PASOK). Vláda obdržela důvěru parlamentu 21. června 2011. Hlasovalo pro ni (z celkového počtu 300 poslanců) 151 poslanců strany PASOK, proti bylo 143 poslanců a 2 se zdrželi.

## Předchozí vlády
Po parlamentních volbách, které se konaly 4. října 2009, vytvořil předseda vítězné strany PASOK vládu, která složila 7. října téhož roku slib (první vláda Jorgose Papandrea). K první změně postů došlo v září 2010 (druhá vláda Jorgose Papandrea).
K poslední výměně postů došlo za zhoršující se finanční krize a protestů obyvatel 17. června 2011. Změny ve složení ohlásil předseda vlády již 15. června. Nové složení vlády bylo oznámeno 17. června, ve stejný den vláda učinila přísahu. V dnešním složení má vláda 41 členů (7 z vlády předchozí). Z ministerstva vnitra byl vyčleněn nový resort "pro administrativní reformy". Zrušeno bylo naopak ministerstvo pro námořní záležitosti, ostrovy a rybolov a tento resort přešel pod gesci ministerstva regionálního rozvoje a konkurenceschopnosti, které se tak přejmenovalo na "regionálního rozvoje, konkurenceschopnosti a přepravy"

## Složení vlády
| Portfej                                                           | Ministr                  | Strana | Strana | Nástup do úřadu | Odchod z úřadu     |
| ----------------------------------------------------------------- | ------------------------ | ------ | ------ | --------------- | ------------------ |
| Předseda vlády                                                    | Jorgos Papandreu         |        | PASOK  | 17. června 2011 | 11. listopadu 2011 |
| Místopředseda vlády                                               | Theodoros Pangalos       |        | PASOK  | 17. června 2011 | 11. listopadu 2011 |
| Místopředseda vlády a ministr financí                             | Evangelos Venizelos      |        | PASOK  | 17. června 2011 | 11. listopadu 2011 |
| Ministr vnitra                                                    | Haris Kastanidis         |        | PASOK  | 17. června 2011 | 11. listopadu 2011 |
| Ministr pro administrativní reformy a e-Government                | Dimitris Reppas          |        | PASOK  | 17. června 2011 | 11. listopadu 2011 |
| Ministr zahraničních věcí                                         | Stavros Lambrinidis      |        | PASOK  | 17. června 2011 | 11. listopadu 2011 |
| Ministr národní obrany                                            | Panagiotis Beglitis      |        | PASOK  | 17. června 2011 | 11. listopadu 2011 |
| Ministr regionálního rozvoje, konkurenceschopnosti a přepravy     | Michalis Chrysohoidis    |        | PASOK  | 17. června 2011 | 11. listopadu 2011 |
| Ministr životního prostředí, energie a klimatických změn          | Giorgos Papakonstantinou |        | PASOK  | 17. června 2011 | 11. listopadu 2011 |
| Ministryně školství, celoživotního vzdělávání a náboženských věcí | Anna Diamantopoulou      |        | PASOK  | 17. června 2011 | 11. listopadu 2011 |
| Ministr infrastruktury, dopravy a spojů                           | Giannis Ragousis         |        | PASOK  | 17. června 2011 | 11. listopadu 2011 |
| Ministr práce a sociálního zabezpečení                            | Giorgos Koutroumanis     |        | PASOK  | 17. června 2011 | 11. listopadu 2011 |
| Ministr zdravotnictví a sociálních věcí                           | Andreas Loverdos         |        | PASOK  | 17. června 2011 | 11. listopadu 2011 |
| Ministr rozvoje venkova a výživy                                  | Kostas Skandalidis       |        | PASOK  | 17. června 2011 | 11. listopadu 2011 |
| Ministr spravedlnosti                                             | Miltiadis Papaioannou    |        | PASOK  | 17. června 2011 | 11. listopadu 2011 |
| Ministr civilní ochrany                                           | Christos Papoutsis       |        | PASOK  | 17. června 2011 | 11. listopadu 2011 |
| Ministr kultury a turismu                                         | Pavlos Geroulanos        |        | PASOK  | 17. června 2011 | 11. listopadu 2011 |
| Státní ministr a mluvčí vlády                                     | Ilias Mosialos           |        | PASOK  | 17. června 2011 | 11. listopadu 2011 |